# Desmetilcitalopram
Desmetilcitalopram je aktivni metabolit antidepresivnih lekova citaloprama (racemski) i escitaloprama (S-enantiomer, koji bi se zvao dezmetilescitalopram). Poput citaloprama i escitaloprama, desmetilcitalopram funkcioniše kao selektivni inhibitor ponovnog preuzimanja serotonina (SSRI) i odgovoran je za neke od terapeutskih prednosti svojih roditelja.